# Делапланш, Эжен
Эжен Делапланш (фр. Eugène Delaplanche; 28 февраля 1836, Париж — 10 января 1891, там же) — французский скульптор академического направления, ученик Франциска Дюре в Школе изящных искусств в Париже. Лауреат Римской премии 1864 года, в 1878 году был награждён Почётной медалью.

## Биография
Закончив обучение в Школе изящных искусств в Париже, Эжен Делапланш в 1864 году получил Римскую премию и в 1864—1867 годах жил и работал во Французской академии в Риме на вилле Медичи.
Эжен Делапланш впервые выступил перед публикой в Парижском салоне 1864 года с двумя статуями, ставшими затем экспонатами Музея изящных искусств в Марселе. Особенную известность приобрела его скульптура «Ева после грехопадения» (1869), одно из главных украшений французского павильона Всемирной выставки 1873 года в Вене и Всемирной выставки 1878 года в Париже (позднее стала экспонатом Люксембургского музея в Париже).
В парижских Салонах 1866, 1868 и 1870 годов скульптор получил специальные медали, а также почётную медаль Салона 1878 года.
В 1876 году Делапланш был удостоен звания кавалера Ордена Почётного легиона, затем, в 1886 году произведён в офицеры. С 1886 по 1891 год он был профессором Парижской школы изящных искусств.
Скульптор похоронен в Париже на кладбище Пер-Лашез (96-й отдел).

## Основные произведения
Скульптуры Делапланша «Послание любви» (1874), «Аврора» (1878) находятся в Музее Фабра в Монпелье и в Музее изящных искусств в Люксембурге. «Дева Мария с лилиями» (1878) в музее Орсе в Париже. Другие произведения — бронзовая фигура «Музыка» (1878, Парижский оперный театр), названная его шедевром; «Ева после грехопадения» (1869); «Материнское наставление» (1875, площадь Святой Клотильды, Париж); и статуи «Безопасность» и «Торговля» (1884) для здания Парижской Ратуши (Отель-де-Виль, копии в Чикагском художественном институте). 
В Глиптотеке Копенгагена имеются пятнадцать работ скульптора, прочие произведения — во многих французских музеях и церквях.

## Галерея

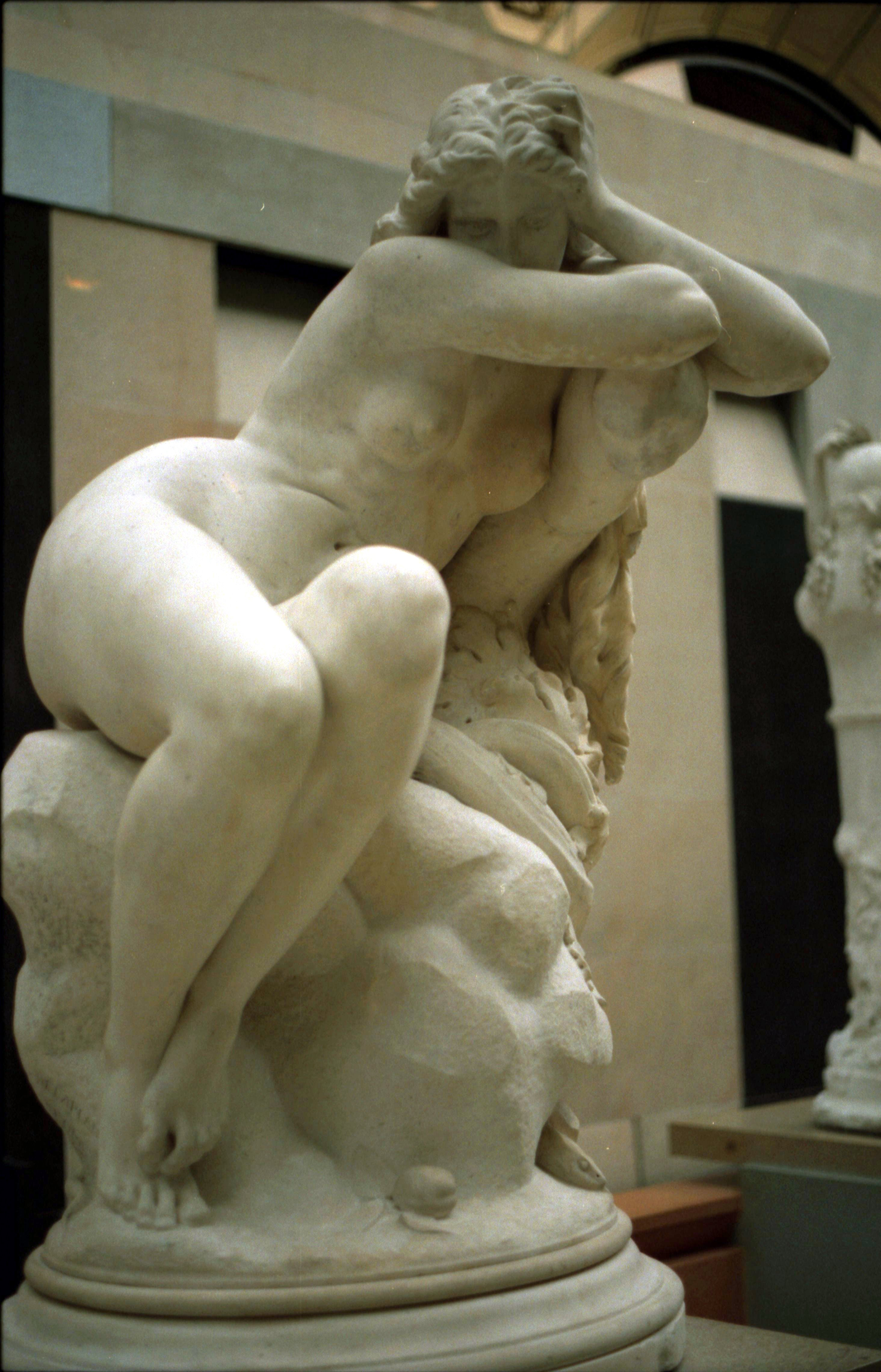
Ева после грехопадения. 1869. Мрамор. Музей Орсе, Париж
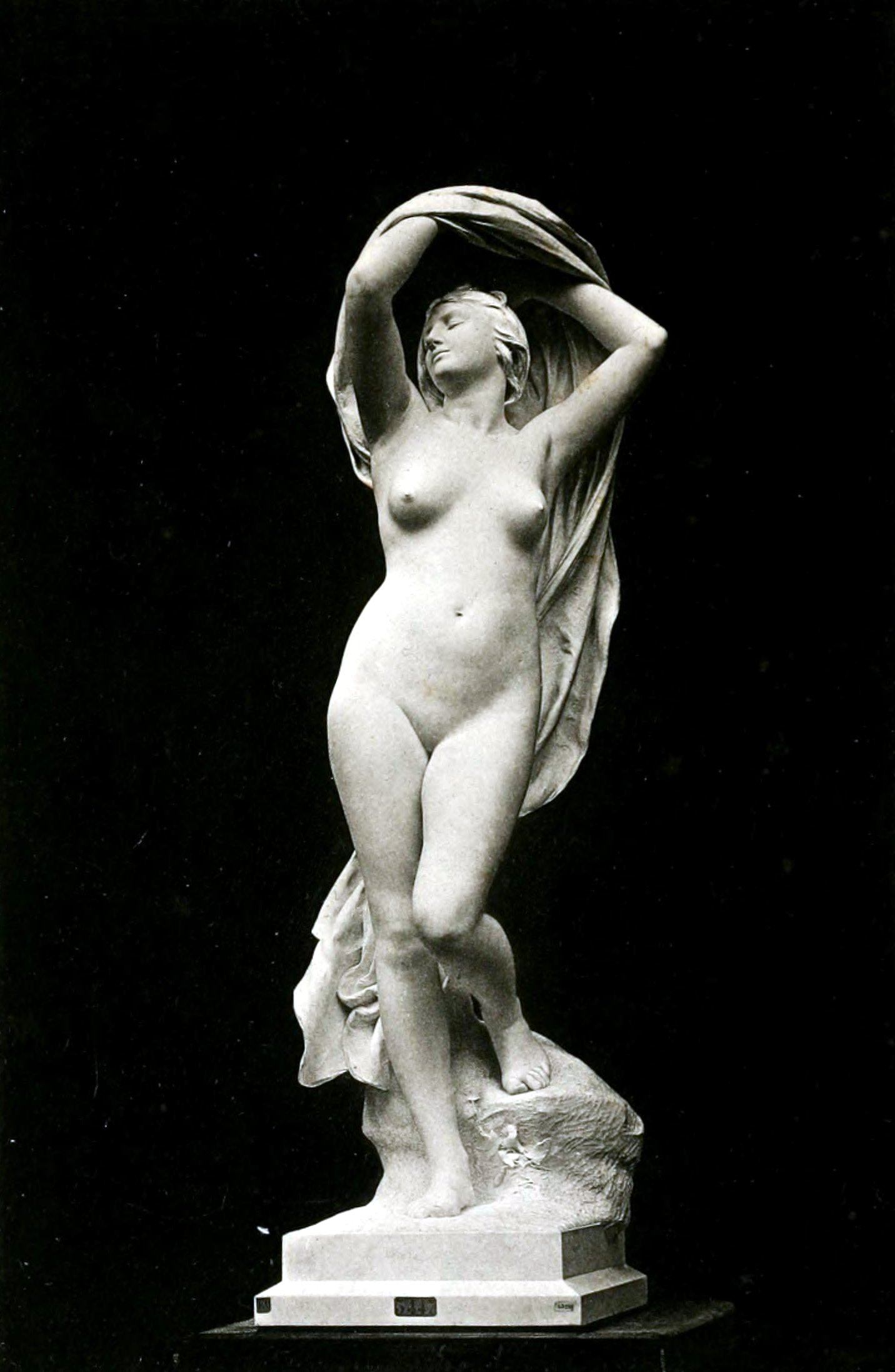
Аврора. 1878. Мрамор. Музей изящных искусств, Люксембург
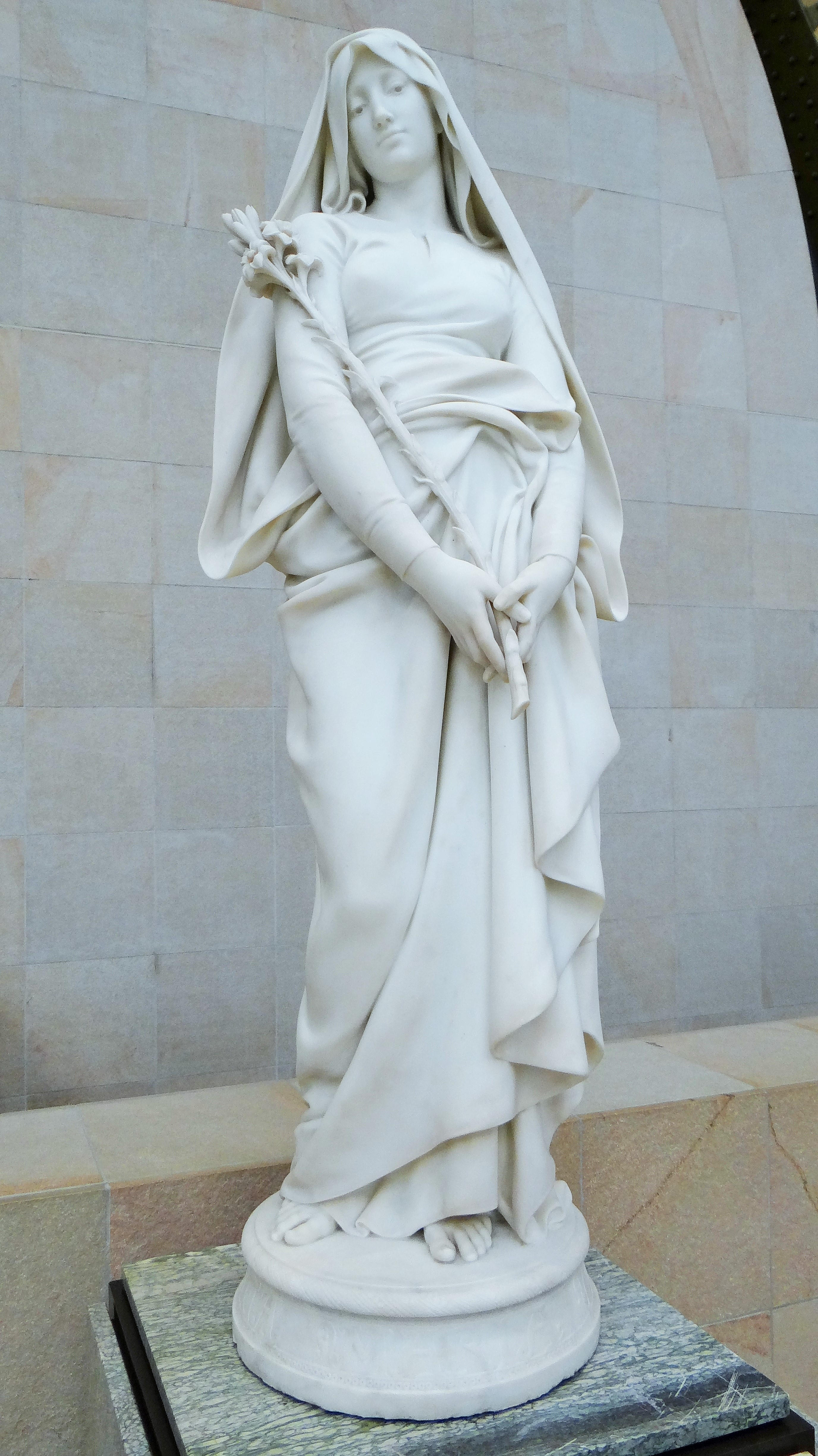
Дева Мария с лилиями. 1878. Мрамор. Музей Орсе, Париж
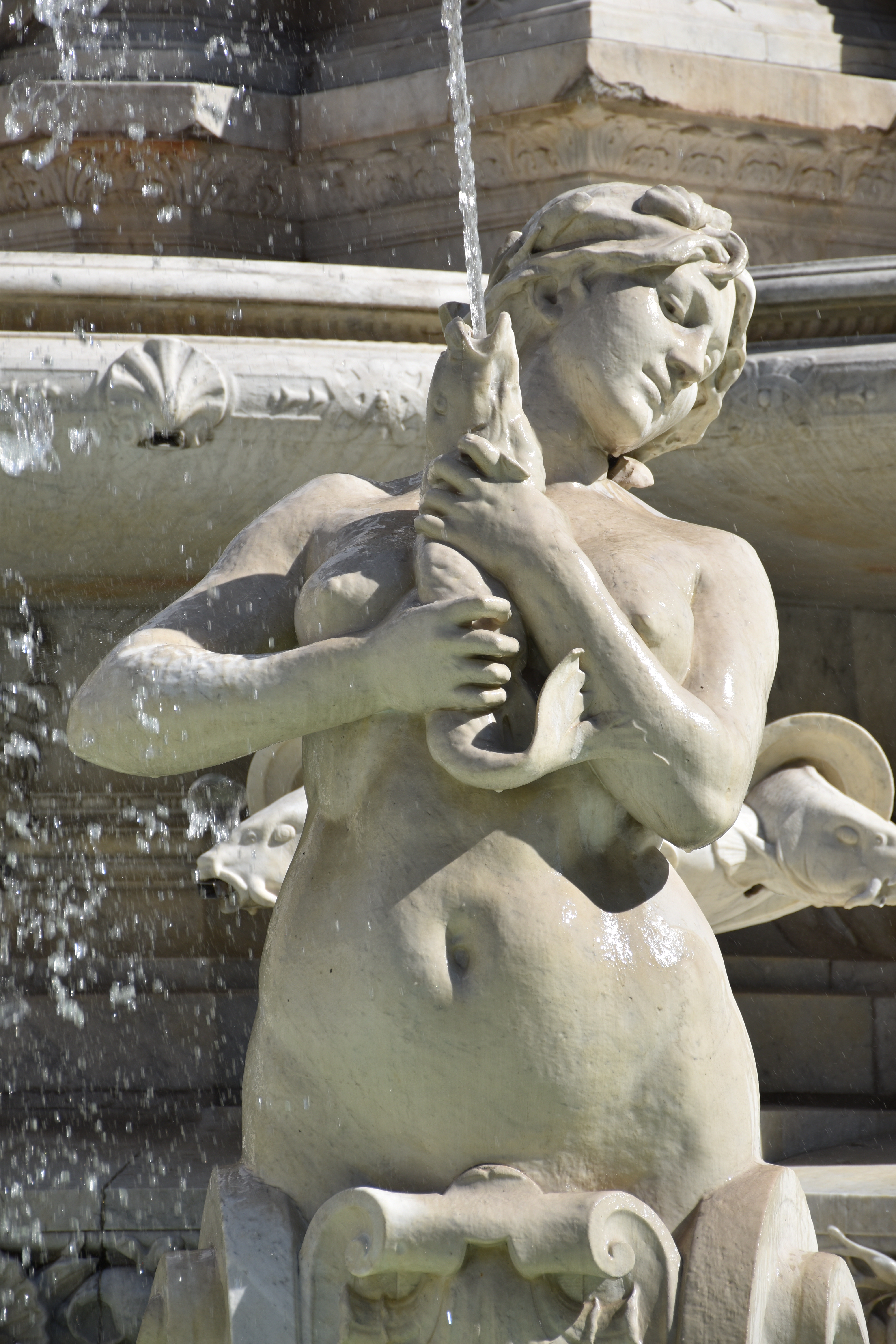
Сирена из Фонтана Якобинцев. 1884. Мрамор. Площадь Якобинцев, Лион
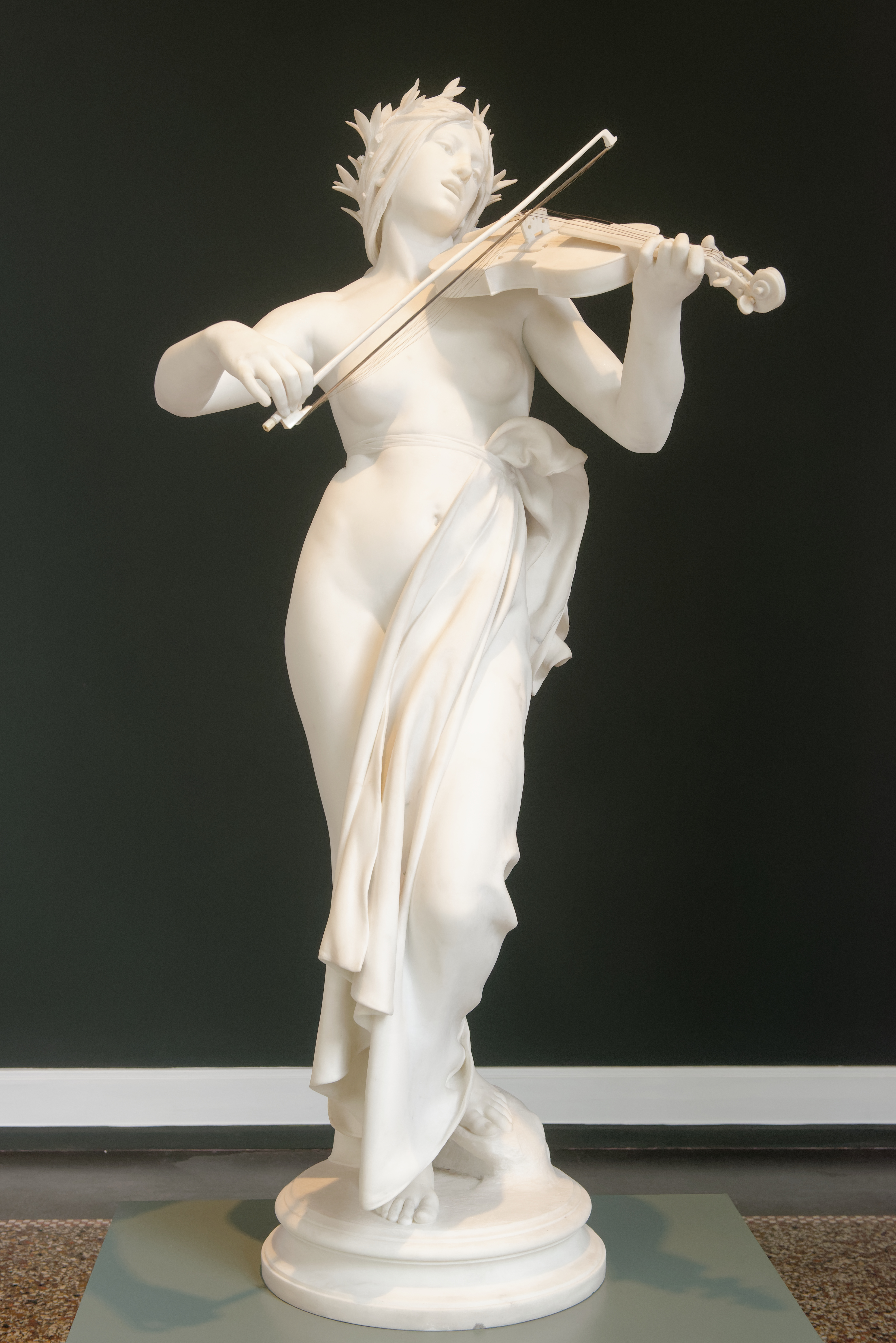
Музыка (для Оперы Гарнье). 1878. Мрамор. Глиптотека, Копенгаген
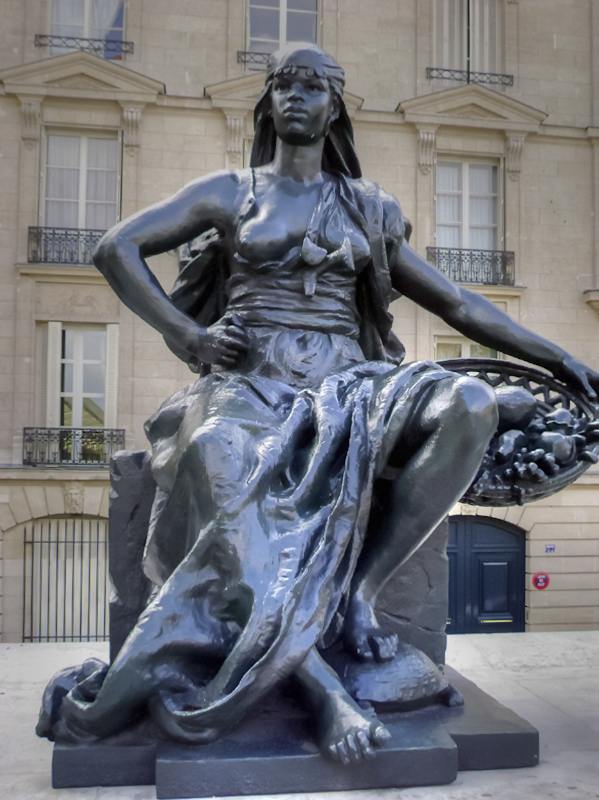
Африка. 1878. Первый двор музея Орсе, Париж
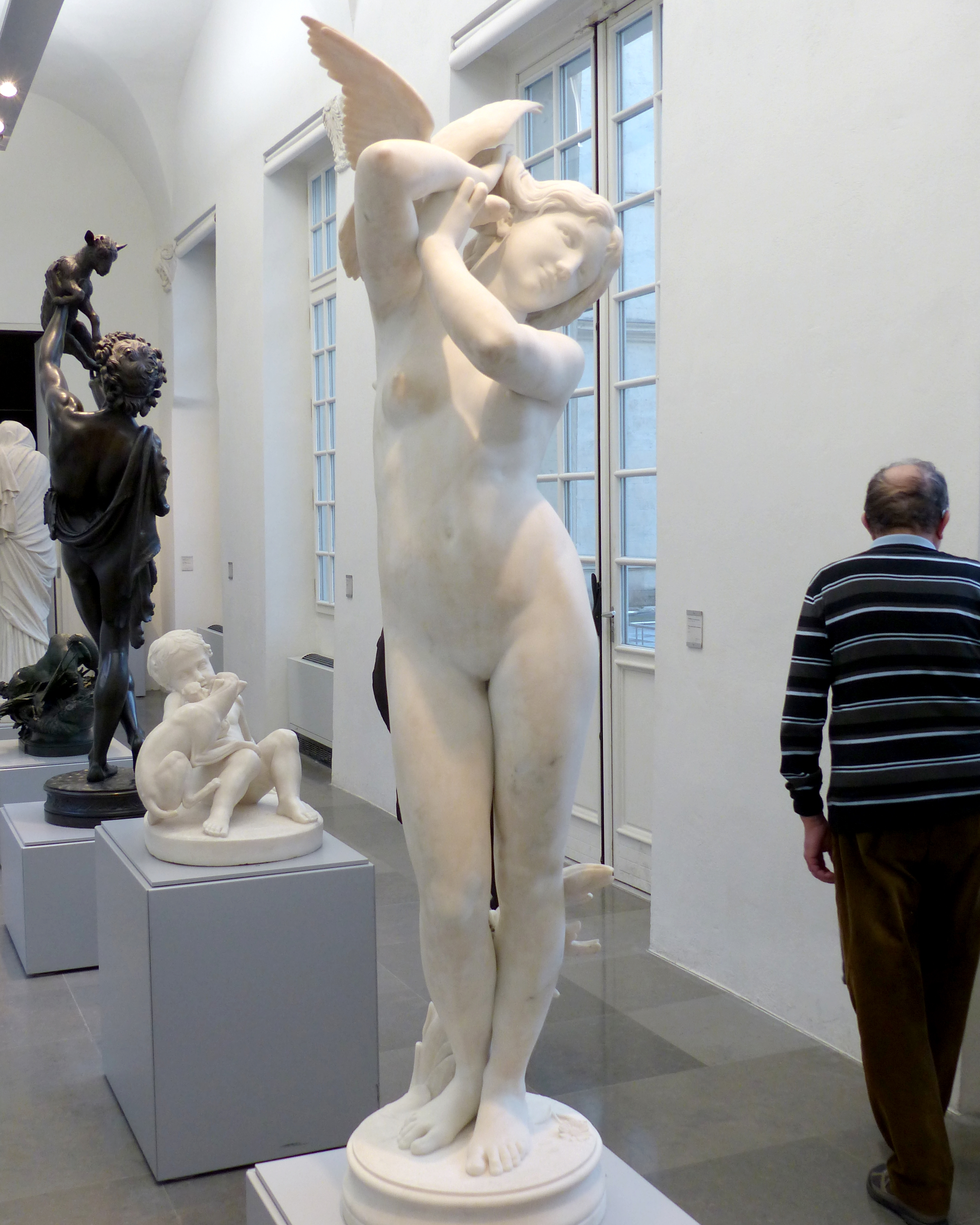
Послание любви. 1874. Мрамор. Музей Фабра, Монпелье